# Ronald De Witte
Ronald De Witte, detto Ronny (Wilrijk, 21 ottobre 1946), è un ex ciclista su strada e dirigente sportivo belga.
Professionista tra il 1968 e il 1982, vinse due tappe al Tour de France, una tappa al Giro d'Italia e una Parigi-Tours (allora nota come Tours-Versailles).

## Carriera
Professionista dal 1968 al 1982, fu gregario di Roger De Vlaeminck alla Brooklyn e di Francesco Moser alla Sanson.
I principali successi da professionista furono il Grand Prix de Fourmies nel 1969, una tappa alla Parigi-Nizza 1971, una tappa al Tour de France 1974, una tappa al Tour de France e il Grote Scheldeprijs nel 1975, una tappa al Giro d'Italia, una tappa al Giro di Sardegna, una tappa alla Volta Ciclista a Catalunya e la Tours-Versailles nel 1976, una tappa al Giro del Belgio 1977 e una tappa al Tour de Romandie nel 1979.

## Palmarès
- 1969

Brussel-Bever (Bruxelles > Bever)
Grand Prix de Fourmies
- 1971

6ª tappa Parigi-Nizza (Saint-Rémy-de-Provence > Draguignan)
- 1972

Omloop van West-Brabant
- 1973

De Panne
- 1974

5ª tappa Tour de France (Caen > Dieppe)
- 1975

Circuit de Niel
2ª tappa Tour de France (Roubaix > Amiens)
Grote Scheldeprijs
- 1976

2ª tappa Giro di Sardegna (Avezzano > Torvaianica)
13ª tappa Giro d'Italia (Porretta Terme > Il Ciocco)
3ª tappa Volta Ciclista a Catalunya (Oliana > Mollet del Vallès)
Tours-Versailles
- 1977

4ª tappa Giro del Belgio (Kampenhout > Fléron)
- 1979

5ª tappa, 1ª semitappa Tour de Romandie (Torgon > Ginevra)

### Altri successi
- 1969

Kermesse di Mere
- 1973

Kermesse di Arendonk
- 1974

Kermesse di Gullegem
- 1975

Kermesse di Ruddervoorde
Kermesse di Zwevegem
- 1976

Kermesse di Bellegem
Kermesse di Rummen
- 1977

Kermesse di Putte-Mechelen
Criterium di Voerendaal
- 1979

Kermesse di Ottignies
Criterium di Sint-Gillis-Waas

## Piazzamenti

### Grandi Giri
- Giro d'Italia

1976: ritirato
1977: 6º
1978: 6º
1979: 17º
1980: 21º
- Tour de France

1969: ritirato (17ª tappa)
1970: 43º
1972: 31º
1973: 24º
1974: 25º
1975: 37º
1976: 18º
1981: 62º
1982: 63º
- Vuelta a España

1971: 29º

### Classiche monumento
- Milano-Sanremo

1971: 43º
1974: 26º
1978: 94º
1979: 73º
1981: 63º
- Giro delle Fiandre

1970: 30º
1971: 28º
1972: 16º
1973: 11º
1974: 17º
1976: 18º
1978: 26º
- Parigi-Roubaix

1975: 13º
1976: 14º
1977: 4º
- Liegi-Bastogne-Liegi

1969: 17º
1974: squalificato
1971: 15º
1977: 9º
- Giro di Lombardia

1976: 15º
1977: 4º
1979: 5º

### Competizioni mondiali
- Campionati del mondo

Montreal 1974 - In linea: ritirato